# Аширбеков, Кайрат Абиханович
Кайра́т Абиха́нович Аширбе́ков (каз. Қайрат Әбіханұлы Әшірбеков; род. 21 октября 1982, Чимкент) — казахстанский футболист, полузащитник. Выступал за сборную Казахстана.

## Биография
Футболом начал заниматься с подачи отца, который настолько любил футбол, что назвал сына в честь футбольного клуба «Кайрат». Играть учился в Южно-Казахстанской областной специализированная детско-юношеская спортивной школы олимпийского резерва по футболу и Южно-Казахстанской областной спортивной школы-интерната для одаренных детей им. Б. Саттархановапо города Шымкента.
В 2009 году в Казахской академии спорта и туризма защитил диссертацию кандидата педагогических наук по теме «Научно-практические основы подготовки молодых высококвалифицированных футболистов».

## Достижения
«Актобе»
- Чемпион Казахстана (2): 2005, 2007
- Серебряный призёр чемпионата Казахстана: 2006

«Локомотив» (Астана)
- Серебряный призёр чемпионата Казахстана: 2009

«Ордабасы»
- Обладатель Кубка Казахстана: 2011
- Обладатель Суперкубка Казахстана: 2012

Личные
- В списке 22-х лучших футболистов чемпионата Казахстана: 2002, 2005